# Río Coca (vattendrag i Ecuador, Orellana)
Río Coca är ett vattendrag i Ecuador.   Det ligger i provinsen Orellana, i den centrala delen av landet, 170 km öster om huvudstaden Quito.